# Tomasz Bobel
Tomasz Bobel (* 29. Dezember 1974 in Breslau, Woiwodschaft Breslau) ist ein ehemaliger polnischer Fußballspieler und jetziger Fußballtrainer auf der Position des Torwarts. Er absolvierte in seiner Karriere über 160 Partien in der 2. Bundesliga und spielte zwei Jahre in der polnischen Ekstraklasa.

## Vereinskarriere

### Śląsk Wrocław und Fortuna Köln, bis 2000
Bobel begann seine Aktivenkarriere in der Saison 1993/94 bei Śląsk Wrocław. 1995 stieg er mit Wrocław in die erste polnische Liga auf und konnte sich dort zwei Jahre lang auszeichnen. Nach dem Abstieg in der Saison 1996/97 wurde der Wiederaufstieg in der Folgesaison mit Platz 3 verpasst. 1995 kam er auch zu einem Einsatz in der polnischen U-21-Auswahl gegen Aserbaidschan.
Im Sommer 1998 wechselte er zum deutschen Zweitligisten SC Fortuna Köln. Zu Saisonbeginn noch Ersatztorhüter hinter dem ebenfalls neu verpflichteten zehnfachen ungarischen Nationaltorhüter Attila Hajdu, kam er erstmals am 7. Spieltag zum Einsatz, nachdem Hajdu wegen der versehentlichen Einnahme eines Ephedrin-haltigen Medikaments nicht einsatzberechtigt war. Bobel blieb in der Folge Stammtorhüter und beendete die Saison mit 27 Einsätzen.
Auch in der folgenden Saison erhielt Bobel den Vorzug vor Hajdu und absolvierte 31 Ligaspiele. Trotz insgesamt guter Leistungen von Bobel (Nennung in beiden halbjährlichen „Ranglisten des Fußballs“ des Kicker-Sportmagazins), stieg die Kölner Fortuna am Saisonende in die Regionalliga ab. Bobel wechselte daraufhin wie auch sein Mannschaftskollege Hans Sarpei ablösefrei zum Bundesligaabsteiger MSV Duisburg.

### MSV Duisburg, 2000–2003
In seinen drei Jahren in Duisburg gelang es Bobel nicht, über längere Zeit Stammtorhüter zu sein, was auch zahlreichen Verletzungen geschuldet war. 2000/01 war er noch hinter dem litauischen Nationalkeeper Gintaras Staučė zumeist Ersatztorhüter. Nach dem Abgang von Staučė ging Duisburg mit Bobel als Stammtorhüter in die Spielzeit 2001/02. Ein Knöchelbruch nach dem 2. Spieltag sorgte für eine mehrmonatige Zwangspause und die Nachverpflichtung von Stefan Brasas, der auch nach der Wiedergenesung Bobels Stammkeeper blieb.
In seiner letzten Saison beim MSV, 2002/03, war er zu Saisonbeginn vor Dirk Langerbein noch erste Wahl, der Riss einer Bizepssehne Mitte der Hinrunde sorgte für eine mehrmonatige Zwangspause und gab den Ausschlag zu Gunsten von Langerbein der bis zum Saisonende seinen Platz im Tor behielt. Sein im Sommer 2003 auslaufender Vertrag wurde von Duisburg nicht mehr verlängert und er verließ damit den MSV nach 17 Ligaeinsätzen in drei Jahren.

### Erzgebirge Aue, 2004–2008

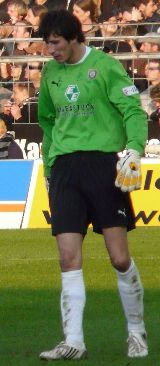
Bobel im Dress von Erzgebirge Aue (2008)

Nach einem halben Jahr ohne Verein unterschrieb er Anfang 2004 einen Vertrag bis Sommer 2005 beim Zweitligisten FC Erzgebirge Aue. Nachdem er in der Rückrunde 2003/04 noch ohne Einsatz geblieben war, rückte er am 13. Spieltag aufgrund einer Angina von Stammtorhüter Jörg Hahnel erstmals in die Startelf und blieb bis Saisonende Aues Stammkeeper. Auch zur neuen Saison konnte er sich gegen Hahnel behaupten und zeigte während der Saison starke Leistungen die zur Aufnahme in die Kategorie „Herausragend“ in beiden Kicker-Halbjahresranglisten der Saison führten.
Im Laufe der Saison 2006/07 verlor er seinen Stammplatz wegen einer roten Karte am 12. Spieltag im Spiel gegen den FC Carl Zeiss Jena an Axel Keller und stand erst in den letzten drei Saisonspielen wieder im Tor der Erzgebirger. Zu Beginn der Saison 2007/2008 war Tomasz Bobel als Stammtorhüter gesetzt. Eine Schulter-OP Anfang Oktober 2007 sorgte für eine mehrmonatige Zwangspause.
Ende März 2008 rückte er wieder in die Stammelf. Der Grund war die Geburt der Tochter des damaligen Stammkeepers Axel Keller. Da Keller wegen der Geburt nicht spielen wollte, gab es vereinsinternen Streit, an dessen Ende Bobel wieder im Tor stand. Nach dem Abstieg des FC Erzgebirge in die neu geschaffene 3. Fußball-Liga verließ er Aue.

### Karriere ab 2008
Von Januar bis Juni 2009 spielte er für Neftçi Baku in Aserbaidschan, anschließend war er zunächst vertragslos. Ab August 2009 half er bei seinem ehemaligen Klub Fortuna Köln als Torwart-Trainer aus. Am 13. September 2009 wechselte Bobel aufgrund der Verletzung von Benedikt Fernandez zu Bayer 04 Leverkusen. In den folgenden beiden Jahren war er einer von vier Torhütern der ersten Bayer-Mannschaft, kam aber nicht zum Einsatz.
Am 10. August 2013 kam er nach knapp vier Jahren ohne Einsatz im Profi-Fußball zu seinem ersten Einsatz für die 2. Mannschaft von Bayer 04 Leverkusen, als er beim 2:2 gegen Rot-Weiss Essen in der 52. Spielminute für Karim Bellarabi eingewechselt wurde, da der Stammtorhüter Oliver Schnitzler mit der roten Karte vom Platz gestellt wurde. Den darauffolgenden Strafstoß parierte er sogar. Im Sommer 2014 beendete er seine aktive Karriere als Fußballprofi.

## Nationalmannschaft
Bobel bestritt 1995 ein Spiel für die polnische U-21-Auswahl, wurde danach aber nie mehr für eine Auswahl berufen.